# ناثان هيشت
ناثان هيشت (بالإنجليزية: Nathan Hecht)‏ هو ضابط وقاضي ومحامي أمريكي، ولد في 15 أغسطس 1949 في كلوفيس في الولايات المتحدة.

## وصلات خارجية
- ناثان هيشت على موقع إن إن دي بي (الإنجليزية)